# The Fire Inside (película)
The Fire Inside es una película biográfica deportiva estadounidense de 2024 dirigida por Rachel Morrison en su debut como directora de largometrajes. La película trata sobre la boxeadora profesional estadounidense Claressa "T-Rex" Shields entrenando para los Juegos Olímpicos de Verano de 2012. Ryan Destiny protagoniza el papel principal, junto a Brian Tyree Henry.
The Fire Inside se estrenó en la sección Presentaciones Especiales del Festival Internacional de Cine de Toronto el 7 de septiembre de 2024 y está se estrenó en Estados Unidos por Amazon MGM Studios el 25 de diciembre de 2024.

## Trama
Claressa "T-Rex" Shields entrena para boxear en los Juegos Olímpicos de Verano de 2012.

## Elenco
- Ryan Destiny como Claressa "T-Rex" Shields
- Brian Tyree Henry como Jason Crutchfield
- Oluniké Adeliyi como Jackie Shields
- De'Adre Aziza como Mickey

## Producción
El 7 de octubre de 2016, Universal Pictures contrató a Barry Jenkins para adaptar el documental de 2015 T-Rex con la posibilidad de dirigir la película. El 19 de junio de 2019, Rachel Morrison iba a hacer su debut como directora en Flint Strong; Jenkins produciría con Michael De Luca y Elishia Holmes, mientras que Zackary Canepari y Drea Cooper, que trabajaron en T-Rex, actuarían como productores ejecutivos.
El 13 de noviembre de 2019, Ryan Destiny fue elegido para interpretar a Claressa "T-Rex" Shields. El 5 de febrero de 2020, Ice Cube fue elegido como el entrenador de Shields, Jason Crutchfield. Judy Greer fue agregada el 14 de mayo  Sin embargo, el 29 de octubre de 2021, se informó que Cube había abandonado el proyecto después de negarse a vacunarse contra el COVID-19 para filmar Oh Hell No (más tarde titulada Stepdude) para Columbia Pictures, lo que puso la película en marcha.
El rodaje comenzó en Cinespace Film Studios en Toronto el 11 de marzo de 2020, pero el 13 de marzo, la producción se detuvo debido a la pandemia de COVID-19. En una entrevista con The Guardian, Shields declaró que la producción se reanudaría en junio de 2021. Sin embargo, el proyecto sufrió un largo retraso debido a que Universal lo descargó. Metro-Goldwyn-Mayer se haría cargo de la película y el 25 de mayo de 2022, Brian Tyree Henry se unió al elenco para reemplazar a Cube y Oluniké Adeliyi se unió para interpretar a la madre de Shields, y la filmación se reanudó a finales de ese mes. El 6 de julio de 2022, De'Adre Aziza se unió al elenco como Mickey, la esposa de Crutchfield. En julio de 2022, el rodaje tuvo lugar en Hamilton, Ontario, donde el FirstOntario Centre se utilizó como sede de boxeo olímpico.

## Estreno
En julio de 2024, The Fire Inside se anunció como parte de la sección de Presentaciones Especiales del Festival Internacional de Cine de Toronto de 2024, programado para el 7 de septiembre de 2024. La película fue estrenada en cines el 25 de diciembre de 2024.

## Recepción

### Crítica
The Fire Inside recibió reseñas generalmente positivas de parte de la crítica y de la audiencia. En el sitio web agregador de reseñas Rotten Tomatoes, la película posee una aprobación de 93%, basada en 114 reseñas, con una calificación de 7.3/10 y un consenso crítico que dice "Inspirador y enfurecedor a partes iguales, este típico drama deportivo sabe cómo recibir golpes y repartirlos con suficiente emoción y vigor para avivar el fuego interior". De parte de la audiencia tiene una aprobación de 93%, basada en más de 1000 votos, con una calificación de 4.5/5.
El sitio web Metacritic le dio a la película una puntuación de 76 de 100, basada en 28 reseñas, indicando "reseñas generalmente favorables". Las audiencias encuestadas por CinemaScore le otorgaron a la película una "A" en una escala de A+ a F, mientras que en el sitio IMDb los usuarios le asignaron una calificación de 6.8/10, sobre la base de más de 2000 votos.

### Reconocimientos
| Award                                | Ceremony date           | Category                            | Recipient(s)      | Result       | Ref.   |
| ------------------------------------ | ----------------------- | ----------------------------------- | ----------------- | ------------ | ------ |
| Denver International Film Festival   | 10 de noviembre de 2024 | Rising Star Award                   | Ryan Destiny      | Ganado       | [ 20 ] |
| Camerimage                           | 23 de noviembre de 2024 | Golden Frog for Best Cinematography | Rina Yang         | Nominado     | [ 21 ] |
| San Diego Film Critics Society       | 6 de diciembre de 2024  | Best First Feature - Director       | Rachel Morrison   | Nominado     | [ 22 ] |
| Gotham Awards                        | 2 de diciembre de 2024  | Outstanding Supporting Performance  | Brian Tyree Henry | Nominado     | [ 23 ] |
| Gotham Awards                        | 2 de diciembre de 2024  | Breakthrough Performer              | Ryan Destiny      | Nominado     | [ 23 ] |
| Celebration of Cinema and Television | 9 de diciembre de 2024  | Rising Star Award – Film            | Ryan Destiny      | Ganado       | [ 24 ] |
| Michigan Movie Critics Guild         | 9 de diciembre de 2024  | Award For Film Excellence           | Ryan Destiny      | Ganado       | [ 25 ] |
| Indie Spirit Awards                  | 22 de febrero de 2025   | Best Lead Performance               | Ryan Destiny      | Por anunciar | [ 26 ] |
| Indie Spirit Awards                  | 22 de febrero de 2025   | Best Cinematography                 | Rina Yang         | Por anunciar | [ 26 ] |